# 長はるこ
長 はるこ（ちょう はるこ）は、自作の布オブジェをネパール・ロクタ紙に転写する作品で知られる美術家。1977年に東京芸術大学美術学部デザイン科を卒業。2003年、文化庁特別派遣在外研修員としてボストン美術館附属大学へ留学した。現代日本美術展を始めポーランド、中国、インド、アルゼンチンなブルガリアどで受賞し、作品は世界各地の美術館で収蔵されている。2008年3月に重要文化財フランク・ロイド・ライト設計自由学園明日館の西隣の自宅をリフォームし「B-gallery」を開廊した。イギリス、スペイン、オランダ、ポルトガル、イタリア、トルコ、カナダなどとの交流展を企画し、アートフェア東京3回、シンガポール2回、ソウル、香港、ニューヨーク、ドバイ、上海、ルーブル美術館、ロンドン、バンコクのアートフェアにも出展している。また、2016年に第1回TKO国際ミニプリント展（東京→京都→大阪）を企画し、第2回は2020年を予定している。

## 受賞
- 1997年　第26回現代日本美術展・埼玉県立近代美術館賞（東京／京都）[1]
- 1998年　第27回現代日本美術展・北海道立帯広美術館賞（東京／京都）
- 2001年　第8回リキテックスビエンナーレ・グレンブリル賞（東京）
- 2003年　クラクフ国際版画トリエンナーレ・レギュラー賞（ポーランド）
- 2006年　第14回プリンツ21グランプリ展・特選（東京）
- 2007年　カンラン国際版画ビエンナーレ・国際版画賞（中国）
- 2008年　第8回バーラトバーバン国際版画ビエンナーレ・名誉賞（インド）
- 2011年　第2回ワルシャワIMPRINT展 Third Prize
- 2012年　第1回イマジナリオ国際ミニプリント展・銀賞（アルゼンチン）
- 2016年　カザンラク国際ミニプリント展・佳作賞（ブルガリア）
- 2017年　第7回ロザリオ国際ミニプリント展・佳作賞（アルゼンチン）

## 収蔵
ロサンゼルス・カウンティ美術館／トルコ共和国デイルメンデレ美術館／イスラエル・ティコティン美術館／スペイン・イビザ現代美術館／フランス国立図書館／マレーシア・ペナン州立美術館／台湾国立美術館／エジプト・アレクサンドリア図書館／フィンランド・ラハティ美術館／キプロス・ハンビス版画美術館／クロアチア・スプリット美術館／東京芸術大学／多摩美術大学美術館／埼玉県立近代美術館／北海道立帯広美術館／ドイツ・ホルストヤンセン美術館など。

## 個展
目黒区美術館、新宿伊勢丹、ニューヨーク、パリ、ボストン、マドリード、トルコ共和国コジャエリ美術館、ドイツ文化会館、ソウルSECOND MUSEUM、B-galleryなど